# Novospaske, Prîazovske
Novospaske (în ucraineană Новоспаське) este localitatea de reședință a comunei Novospaske din raionul Prîazovske, regiunea Zaporijjea, Ucraina.

## Demografie
Componența lingvistică a localității Novospaske
     Rusă (81,6%)
     Ucraineană (18,4%)
Conform recensământului din 2001, majoritatea populației localității Novospaske era vorbitoare de rusă (81,6%), existând în minoritate și vorbitori de ucraineană (18,4%).